# Campionato austriaco di calcio a 5 2003-2004
Il Campionato austriaco di calcio a 5 2003-2004 è stato il secondo campionato di calcio a 5 dell'Austria, disputato nella stagione 2003/2004 si è composto di nove leghe regionali di 18 squadre, che hanno decretato la promozione alla fase finale di 14 squadre divise poi in 4 gironi. La fase finale chiamata Austrian Futsal Masters si è svolta a Kapfenberg il 14 febbraio 2004.

## Gironi di qualificazione

### Gruppo A
- LZ KSV Kapfenberg
- FC Judenburg
- Olimpia Wien
- ASKÖ SC Zink St.Peter

### Gruppo B
- DSV Leoben Amateure
- AT&S Fohnsdorf
- Sokol Polski Wien
- Interunfall/Cafe Köck Neumarkt

### Gruppo C
- Cafe Wöfler/GH Penker Neumarkt
- Copa Cabana Boys Saalfelden
- FC Best Putz Linz

### Gruppo D
- AC Milan Hobbyclub Knittelfeld
- FC Schwarzes Meer Innsbruck
- Stella Rossa Tipp 3 Wien

### Classifica finale
1. FC Best Putz Linz (Campione d'Austria)
2. Olimpia Wien
3. DSV Leoben Amateure
4. Cafe Wölfler/GH Penker Neumarkt
5. ASKÖ SC Zink St. Peter
6. Interunfall/Cafe Köck Neumarkt
7. Stella Rossa Tipp 3 Wien
8. FC Schwarzes Meer Innsbruck